# Gaildorf
Gaildorf ist eine Stadt am Fluss Kocher im Nordosten Baden-Württembergs. Zum 1. Oktober 2022 wurde ihr der Namenszusatz Schenkenstadt verliehen. Sie gehört zum Landkreis Schwäbisch Hall im Regierungsbezirk Stuttgart und ist dort die drittgrößte Stadt. Gaildorf hat etwa 12.300 Einwohner. Die Stadt ist Sitz des Gemeindeverwaltungsverbands Limpurger Land sowie des Gemeinsamen Gutachterausschusses Limpurger Land/Bühlertal.
Gaildorf liegt in der Entwicklungsachse Stuttgart/Backnang/Gaildorf und hat die Funktion eines Unterzentrums.

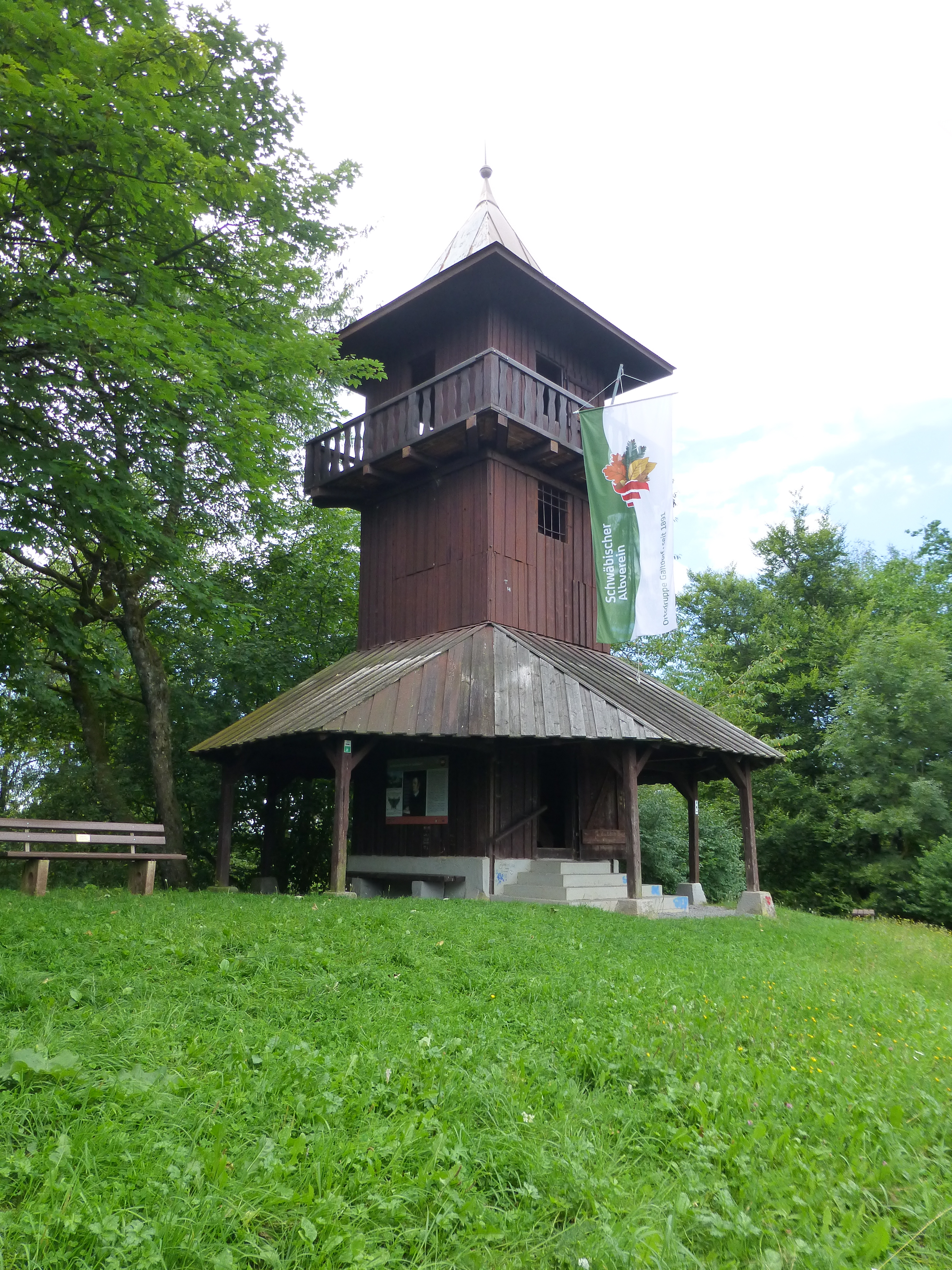
Kernerturm auf dem Kirgel bei Gaildorf (2017)

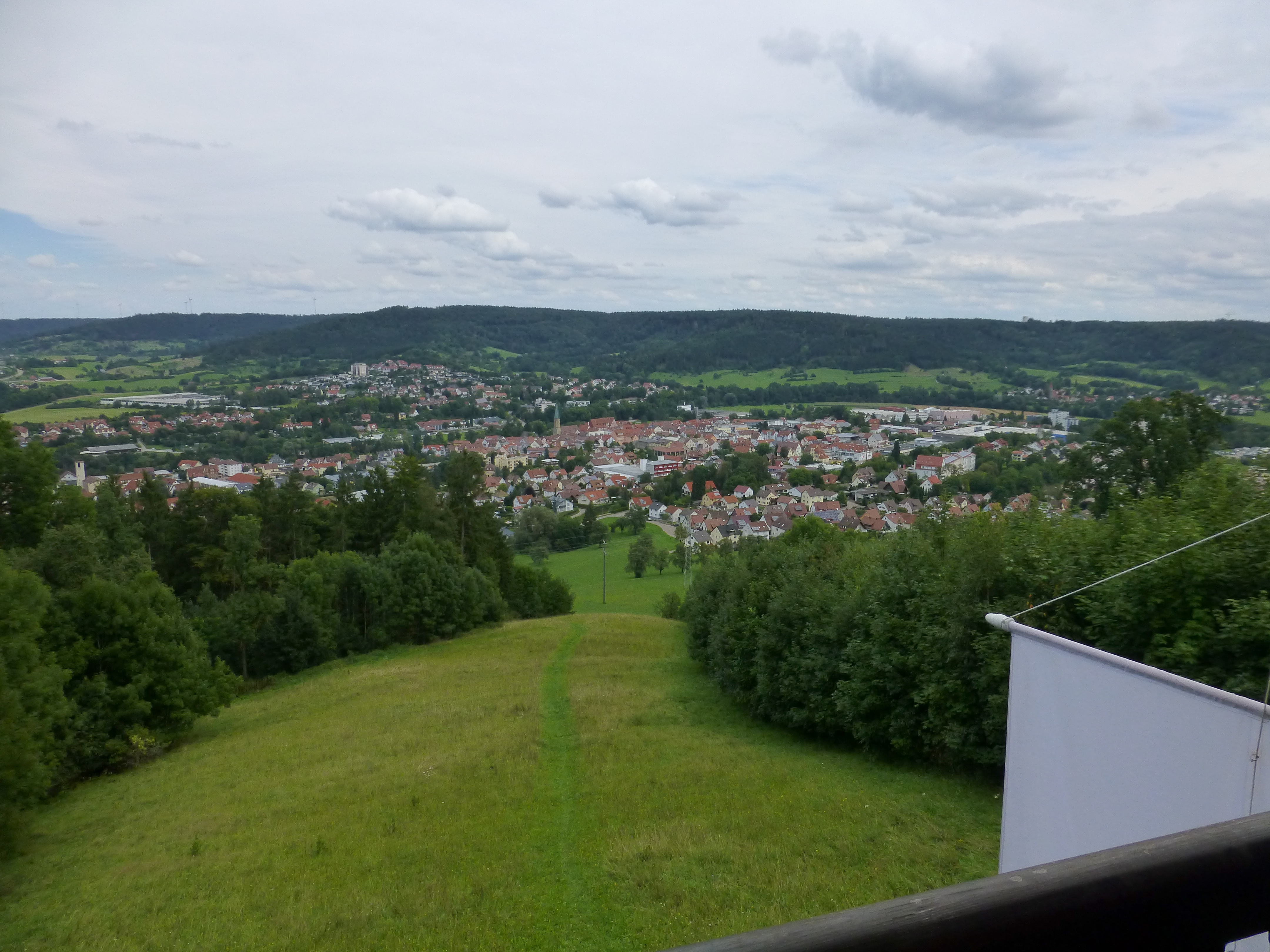
Blick vom Kernerturm auf Gaildorf (2017)

## Geographie

### Lage
Gaildorf ist Zentrum des Limpurger Landes, das sich südlich von Schwäbisch Hall bis auf die Keuperhöhen des Schwäbischen Waldes erstreckt. Das Stadtgebiet wird von Süd nach Nord vom Kocher durchflossen, der hier ein breites Tal ausbildet. Kurz vor Gaildorf mündet die Rot bei Unterrot von links in den Fluss. Zu beiden Seiten des Kochertals erheben sich bewaldete Höhen: Nach Westen der Mainhardter Wald und nach Osten die Limpurger Berge. Gaildorf hat Anteil an den Naturräumen Schwäbisch-Fränkische Waldberge und Hohenloher-Haller Ebene.
Der 49. Breitengrad verläuft direkt durch das Stadtgebiet – in Nordamerika bildet dieser die Grenze zwischen Kanada und den Vereinigten Staaten.

### Nachbargemeinden
Die Nachbargemeinden von Gaildorf sind, im Uhrzeigersinn beginnend im Westen, Fichtenberg, Oberrot, Rosengarten, Michelbach an der Bilz, Obersontheim, Sulzbach-Laufen und Gschwend (Ostalbkreis). Außer Gschwend gehören alle zum Landkreis Schwäbisch Hall.

### Stadtgliederung
Zur Stadt Gaildorf gehören neben der Kernstadt 25 weitere Dörfer, Weiler, Höfe und Häuser. Die Stadt gliedert sich in die vier Stadtteile Eutendorf, Gaildorf, Ottendorf und Unterrot, sie sind identisch mit den vier ehemaligen Gemeinden. Die offizielle Benennung der Stadtteile erfolgt durch den vorangestellten Namen der Stadt und durch Bindestrich getrennt den Namen des Stadtteils. Eutendorf ist eine Ortschaft im Sinne der baden-württembergischen Gemeindeordnung mit eigenem Ortschaftsrat.
| Wappen Eutendorf | Zu Eutendorf gehört das Dorf Eutendorf, die Weiler Adelbach (auch Stadtteil Ottendorf), Großaltdorf, Kleinaltdorf und Winzenweiler, die Höfe Schweizerhof und Steigenhaus und die Häuser Eisbach und Steppach sowie die abgegangenen Ortschaften Aschenhütte, Beylstein, Bulmer, Gesundbad, Güssel, Hagersbach, Hagestadelshusen, Haspelhausen, Jägerhaus, Neuwiese, Roggenland, Schleifrain, Schweizerhalde, Staighäusle, Westhalden, »Sägmühle« bei Eisbach. | Kirche im Eutenforfer Teilort Winzenweiler (2015)     |
| Wappen Gaildorf  | Zu Gaildorf gehört die Stadt Gaildorf, die abgegangenen Ortschaften Erlen, Hackersbach, Rudolfsmühle und Vitriolbergwerk. | Neues Schloss in Gaildorf, jetzt Rathaus (2015)       |
| Wappen Ottendorf | Zu Ottendorf (früher Ödendorf genannt) gehört das Dorf Ottendorf, die Weiler Adelbach (auch Stadtteil Eutendorf), Hägenau, Niederndorf und Spöck und die Häuser Kocherhalde und Railhalde sowie die abgegangenen Ortschaften Eulenhaus und Einöde. | Ottendorf, im Ortskern bei der Kirche (2021)          |
| Wappen Unterrot  | Zu Unterrot gehört das Dorf Unterrot, die Weiler Bröckingen, Münster, Reippersberg und Schönberg, die Höfe Münster Mühle und Reutfeld und die Häuser Chausseehaus, Kieselberg und Ölmühle sowie die abgegangenen Ortschaften Braunsbach, Dietenberg, Dretenweiler, Mettelberg, Reippersberger Sägmühle und Steigersbach. | Alter Haltepunkt Unterrot an der Oberen Kochertalbahn |

### Flächenaufteilung
Nach Daten des Statistischen Landesamtes, Stand 2014.

### Schutzgebiete
Die Stadt Gaildorf hat Anteil an drei Landschaftsschutzgebieten: Das Rottal zwischen Fichtenberg und Gaildorf mit Seitentälern und angrenzenden Talhängen, das Kochertal mit angrenzenden Höhenzügen und den Ostabfall des Mainhardter Waldes mit Teilen des Kochertales und Nebentälern zwischen Gaildorf und Westheim. Hinzu kommt das FFH-Gebiet Kochertal Abtsgmünd-Gaildorf und Rottal, von welchem sich mehrere Teilgebiete auf dem Gebiet von Gaildorf befinden. Kocher und Fichtenberger Rot sind zudem Teil des Vogelschutzgebiets Kocher mit Seitentälern.
Das gesamte Stadtgebiet gehört überdies zum Naturpark Schwäbisch-Fränkischer Wald.

## Geschichte

### Vor- und Frühgeschichte
Bereits in Vorgeschichtlicher Zeit wurde das Gebiet der heutigen Stadt Gaildorf von Tieren aufgesucht. Der Fund eines Mastodonten-Schädels in der ersten Hälfte des 19. Jahrhunderts war einer der ersten seiner Art. Aufgrund der mangelnden archäologischen Untersuchungen auf dem Stadtgebiet lässt sich über die Besiedlung Gaildorfs vor dem frühen Mittelalter wenig aussagen.

### Vom Mittelalter bis zum 19. Jahrhundert

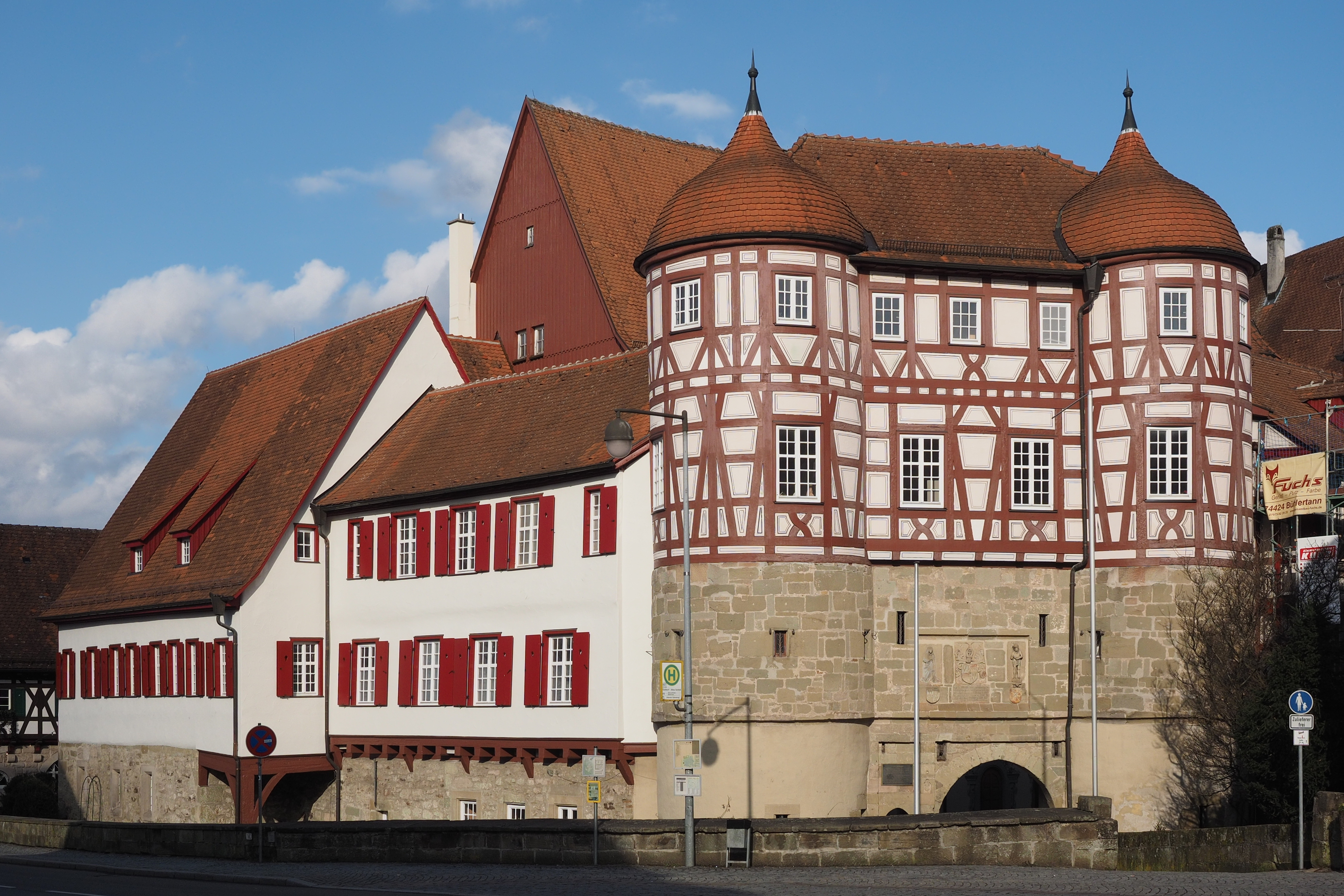
Das Alte Schloss

Die Ersterwähnung Gaildorfs wird in einer Kopie des 16. Jahrhunderts auf 1255 datiert. Als Siedlung Geillendorff ist eine frühmittelalterliche Gründung mit Personennamen anzunehmen, die Benennung als Dorf verweist auf den frühmittelalterlichen Landesausbau hin. Vermutlich wurde Gaildorf von Westheim her aufgesiedelt.
Die Lage Gaildorfs vereinigte mehrere Vorteile: Der Kocher bildet an dieser Stelle eine Furt und die Möglichkeit geflößtes Holz einfach anzuladen, außerdem verläuft die Straße Schwäbisch Gmünd – Hall von Süden nach Norden sowie die Straße nach Crailsheim und Ellwangen bis heute an dieser Stelle.

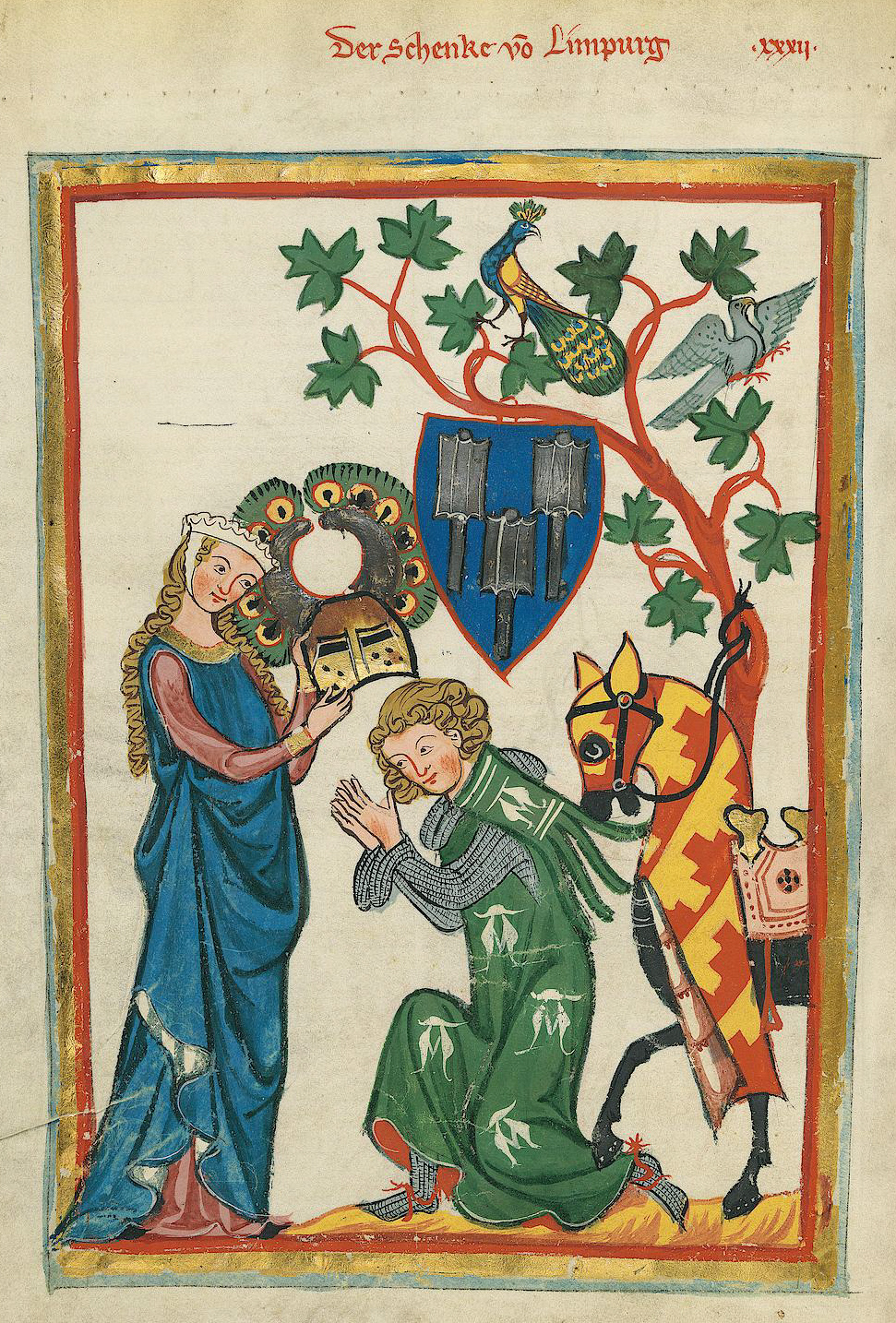
Minnesänger Konrad Schenk von Limpurg

Erstmals urkundlich belegt begegnet der Name der Stadt in dem Personennamen eines Rabenoldus, der als Ministeriale der Schenken von Limpurg bekannt ist. Da er sich Rabenoldus de Gailendorf nannte, scheint der Name der Siedlung deutlich älter zu sein. Die Schenken von Limpurg werden zwar erst 1374 urkundlich in Gaildorf erwähnt, haben aber wohl bereits früher in Gaildorf die Herrschaft ausgeübt. Ihre Stammburg, die Limpurg bei Schwäbisch Hall, wurde vermutlich von Schenk Walter von Schüpf erbaut. Die Schenken von Limpurg versuchten in den folgenden Generationen sich in den Besitz der Stadt Hall zu bringen, scheiterten aber.
Anfang des 15. Jahrhunderts waren die Schenken von Limpurg von großer Bedeutung für das Reich, so erhielten sie in kurzer Zeit durch König Ruprecht wichtige Privilegien: 1403 als Reichslehen die Halsgerichtsbarkeit, ein Jahr später die Stadt- und Marktrechte für den Ort Gaildorf und wieder ein Jahr später das Recht die Stadt mit einer Mauer umgeben zu dürfen. Aus dieser Zeit stammen auch die herrschaftlichen Bauten der Stadt. 1399 wird in Gaildorf eine „Veste“ erwähnt, die vermutlich an der Stelle des heutigen Alten Schlosses stand, das 1482 begonnen und 1660 in der bestehenden Form vollendet wurde.
Gaildorf (früher auch Gaildorff) war Residenz der Schenken von Limpurg, genauer ab 1441 der Linie Limpurg-Gaildorf, von 1552 bis 1682 war Gaildorf zwischen den Linien Gaildorf-Gaildorf und Gaildorf-Schmiedelfeld geteilt, von 1682 bis 1690 war Gaildorf wieder der Linie Gaildorf-Gaildorf zugehörig, deren Besitztümer von Limpurg-Speckfeld-Sontheim nach dem Aussterben im Mannesstamm übernommen wurde. Nach dem Aussterben der Schenken von Limpurg, erhielten die Tochterlinien Solms-Assenheim, Wurmbrand, dann Pückler, Solms-Braunfels und Isenburg-Meerholz Teile der Stadt Gaildorf(→Limpurger Erbstreit).
Herausragendes Kunstwerk der Renaissance ist der einzig erhaltene Schenkenbecher von 1561/62 aus der Werkstatt von Christoph Ritter. Die Cuppa, das eigentliche Trinkgefäß in seiner heutigen Form, fertigte vermutlich wegen einer Beschädigung, wohl wenig später der Haller Goldschmied Philipp Bonhöffer († 1613). Der Deckel aus vergoldetem und emailliertem Silber wurde vermutlich in Augsburg gefertigt. In den Besitz der Schenken von Limpurg gelangte das kostbare Objekt 1562 durch Schenk Christof III. (1531–1574), der bei der Krönung Maximilians II. in Frankfurt zum Kaiser des Heiligen Römischen Reiches den zeremoniellen Schenkendienst versah und dafür den Becher zum Dank erhielt. In Gaildorf ist heute nur noch eine Replik aus dem Jahr 2000 zu sehen, da der originale Becher vom Museum Würth vom Haus Ortenburg erworben werden konnte.
Einen tiefen Einschnitt in die Geschichte der Stadt bildete die Einführung der Reformation. Zwischen der Reichsstadt Hall und dem Herzogtum Württemberg, die beide rasch und zumindest ab 1535 auch dauerhaft dem evangelisch-lutherischen Bekenntnis anhingen, konnte sich das Territorium der Schenken vom Limpurg der Reformation nicht entziehen. Ausgehend von den Orten an den Grenzen zu den anderen Territorien wurden lutherische Pfarrer eingesetzt, 1540 schließlich auch in Gaildorf. In Eutendorf und Ottendorf folgen lutherische Pfarrer erst rund 15 Jahre später. Die Reformation setzte sich auch im kulturell-gesellschaftlichen Leben durch und bestimmte bis in die Mitte des 20. Jahrhunderts die konfessionelle Struktur der Stadt.
Von einigem Interesse war das Alaun- und Vitriolbergwerk, das im heutigen Schlosspark lag. Als einer der ersten Bergwerke in Deutschland wurde das Bergwerk bereits 1763 eröffnet. Eine Bergbaugesellschaft förderte den begehrten Stoff, der insbesondere zum Färben von Kleidern verwendet wurde. Die Verhältnisse waren abenteuerlich, der Kocher flutete das Bergwerk bei Hochwasser. Das rund 1,5 Kilometer lange Grabensystem führte vom Schlossgarten den Kocher entlang bis zum Steigenhaus. Die Bergwerkmannschaft war klein, zwischen drei und zehn Mann förderten Alaun und Vitriol und siedeten Eisenalaun, Eisenvitriol und Eisenrot. Das Alaun- und Vitriolbergwerk bestand bis 1898, wurde dann aber aufgrund der großen Fortschritte der synthetischen Chemie, die zu einem entsprechenden Preisdruck führten, eingestellt. In unmittelbarer Nähe zum Stollenloch am Kocher entstand die Siedlung Vitriolbergwerk, die allerdings mit dem Ende des Bergwerks aufgegeben und gewüstet wurde.
Im Rahmen der Mediatisierung übernahm schließlich Württemberg 1806 das Gebiet der Stadt Gaildorf und schlug dieses dem württembergischen Territorium zu.

### Württembergische Zeit

Das Gebiet des neu gegründeten Oberamts Gaildorf

Württemberg annektierte das Limpurger Land im Rahmen der Säkularisation und Mediatisierung 1803/05, so dass ab 1806 Gaildorf zum Königreich Württemberg gehörte. Gaildorf behielt seine Zentralitätsfunktion und wurde dort Oberamtsstadt und Sitz des Oberamts Gaildorf.
Mehrere Gebäude wurden in dieser Zeit gebaut. Erhalten geblieben ist das Alte Rathaus von 1812, das bis 1967 als Rathaus genutzt wurde, und das alte Forstamt bzw. Notariat in der Kanzleistraße 8. An herrschaftlichen Gebäuden ist vor allem das Pückler-Schloss von 1788 zu nennen, das 1945 zerstört wurde.
Von besonderer Bedeutung sollte sich der Aufenthalt des Oberamtsarztes in Gaildorf erweisen: Justinus Kerner. Dieser lebte und arbeitete zwischen 1815 und 1819 in Gaildorf und verfasste in der Gaststätte am Schloss, dem Bräuhaus, die bis heute gesungene Württemberger-Hymne „Preisend mit viel schönen Reden“.
Auch wenn Württemberg Gaildorf und das Limpurger Land inkorporierte, blieben die Standesherren als Grundbesitzer in einer herausgehobenen Position. Ähnlich wie anderswo auch versuchten die Herren die Ablösung von Rechten und Zinsen herauszuzögern, was zu erheblicher Unruhe in der Stadtbevölkerung führte. Herausragende Person war der Glasfabrikant Gottlieb Rau, der zwischen 1843 und 1848 in Gaildorf tätig war. Die Herrschaft reagierte und ermäßigte schließlich die Abgaben um die Hälfte. Durch die Unruhen wurde allerdings kurzzeitig württembergisches Militär in Gaildorf stationiert.
Die Oberamtsbeschreibung spricht von Gaildorf Mitte des 19. Jahrhunderts als „nicht zu eng gebauten, meistens größeren und verblendeten Häuser und der herrschenden Reinlichkeit, freundlich. […] Das eigentliche Städtchen besteht aus einem, dem Kocher entlang gebauten, länglichen Vierecke und hat eine Hauptstraße und vier Gassen. Das Portal desselben bilden, von Norden betrachtet, die zu beiden Seiten der Brücke stehenden zwei Schlösser. Die massiven Stadtmauern stehen größtentheils noch; die zwei Thore mit ihren Thürmen aber sind längst abgetragen. Außer dem offenen Marktplatze, welchen vor den Häusern stehende Akazien umgeben, ist noch ein öffentlicher Platz vor der Kirche vorhanden. Die in südlicher Richtung anstoßende Vorstadt ist beinahe ebenso groß, als das Städtchen selbst.“

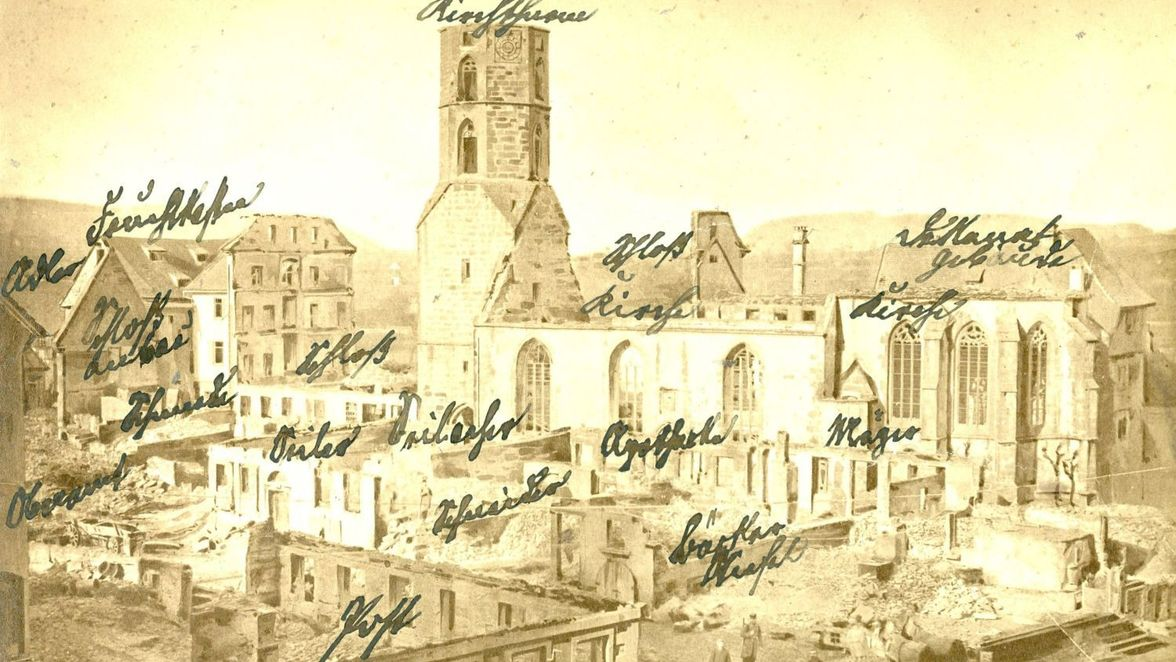
Photographie des 1868 zerstörten Stadtkerns

Ein besonderes Ereignis der Gaildorfer Stadtgeschichte war der Stadtbrand von 1868, dem rund ein Viertel der Stadt, mithin 46 Gebäude zum Opfer fiel. Der Brand brach in der Poststation des Posthalters und Kronenwirts Georg Horn aus und verbreitete sich durch Funkenflug rasch in der Kernstadt. Die aus Gaildorf und der Umgebung herbeigerufenen Feuerwehren konnten nichts mehr tun und ließen die Gebäude kontrolliert abbrennen. Neben vielen Wohnhäusern traf es auch die evangelische Stadtpfarrkirche sowie das Pücklerschloss zwischen Kocher und Stadtpfarrkirche, das 1788 erbaut worden war. Nach dem Stadtbrand bildete sich eine Welle der Hilfsbereitschaft, die zum Wiederaufbau der Stadt beitrug. Für die Innenstadt war der Stadtbrand auch städtebaulich von erheblicher Bedeutung, wurde doch die ursprüngliche mittelalterliche Bebauung aufgegeben, der Marktplatz geweitet und die heutige Bahnhofstraße verbreitert. Die wesentlichen Veränderungen im Stadtgrundriss sind unmittelbar mit dem Stadtbrand von 1868 in Verbindung zu bringen.
Ebenfalls 1868 war Hermann Frasch, der Sohn des Gaildorfer Bürgermeisters, nach Amerika ausgewandert. Der erfindungsreiche Frasch entwickelte verschiedene chemische Verfahren, wovon die Schwefelverflüssigung die bedeutendste war. Durch ins Erdreich gepumptes Wasser konnte der gelöste Schwefel ganz ohne Bergbau an die Oberfläche treten. Frasch wurde zum „Schwefelkönig von Louisiana“, vergaß dabei aber seine Heimatstadt Gaildorf nicht. So stiftete er eine 1945 schließlich abgebrannte Turn- und Festhalle. Auf dem Gaildorfer Stadtfriedhof ist sein Mausoleum erhalten, der Sarkophag ist allerdings leer, da Fraschs sterbliche Überreste 1924 nach Amerika überführt wurden.
Mit der Reichsgründung im Jahre 1871 erlebte Württemberg einen wirtschaftlichen Aufschwung, der aber an Gaildorf weitestgehend vorbeiging. Gaildorf blieb weiterhin landwirtschaftlich geprägt. Daran änderte auch die 1879 eröffnete Bahnlinie nach Hessental und Murrhardt nichts, die Gaildorf an das Netz der Württembergischen Eisenbahn anschloss. Eine angestrebte Bahnverbindung von Gaildorf nach Aalen erschien dem Staat derart unrentabel, dass schließlich im Jahre 1903 nur ein Teilabschnitt, die Obere Kochertalbahn, von der privaten Württembergischen Eisenbahngesellschaft in Betrieb genommen wurde.

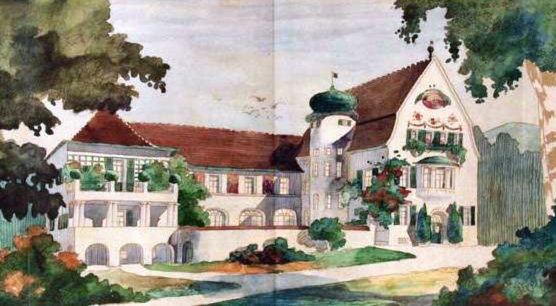
Entwurf des Gaildorfer Krankenhauses von Architekt Karl Maisenbacher

 Die Zentralitätsfunktion Gaildorfs zeigte sich in der Schaffung eines Bezirkskrankenhauses Mitte des 19. Jahrhunderts. Zunächst bestand lediglich ein Lazarett des Armenhauses, das aber bereits 1863 zum Krankenhaus umfirmiert wurde und in der Folge stark ausgebaut wurde. Grund war die allgemeine Entwicklung des öffentlichen Gesundheitssektors, der in der zweiten Hälfte des 19. Jahrhunderts moderne Züge bekam. Die Erkenntnis der Wichtigkeit von Hygiene und in der Folge die Schaffung eines Abwassersystems sowie der Kampf gegen die Krankheiten und der Aufbau moderner Pflegestrukturen kennzeichnen diese Phase der Entwicklung.
Da zu Beginn des 20. Jahrhunderts das Krankenhaus an seine Kapazitätsgrenze kam, wurde ein Neubau am Stadtbahnhof beschlossen. 1907 wurde der Neubau eingeweiht und feierlich übergeben. Die folgenden Jahrzehnte brachten Renovierungen und Erweiterungen, aber keine grundlegenden Änderungen. Erst mit den Strukturreformen der 1990er Jahre stand das Gaildorfer Krankenhaus im Zentrum der Diskussion. Obwohl 2009 noch Außenstelle des Kreiskrankenhauses in Schwäbisch Hall, wurde der Standort durch den Landkreis 2012 aufgrund der im Verhältnis zu anderen Standorten geringen Größe und zur Stärkung der anderen Kliniken im Landkreis Schwäbisch Hall aufgegeben und geschlossen. Für die Identität der Stadt war das Krankenhaus freilich enorm wichtig, die Zentralitätsfunktion kam im Krankenhaus sichtbar zum Ausdruck.
Der Erste Weltkrieg brachte in Gaildorf ähnliche Entwicklungen wie im restlichen Württemberg, die Kriegsbegeisterung wurde überschätzt, die Ernährungs- und Versorgungskrise setzte der Bevölkerung zu, Kriegsfolgen waren eher mittelbar durch heimkehrende Soldaten spürbar, die Kriegsniederlage wurde zur Kenntnis genommen. Die Weimarer Republik wurde durch die Wahlergebnisse gestützt, die Gaildorfer wählten mehrheitlich liberale Parteien und die SPD, die konfessionellen Parteien spielten im Gegensatz zur zweiten Hälfte des 19. Jahrhunderts kaum eine Rolle mehr.
Gaildorf war auch während der Weimarer Republik vor allem ländlich geprägt, die Landwirtschaft und die Holzwirtschaft waren die beiden einzigen Wirtschaftszweige von Relevanz. Allerdings wurde dieser Zustand nicht einfach hingenommen, die Gründung des Gaildorfer Pferdemarkts 1928 sollte die Situation bewusst ändern: Die Verbesserung der in der Region beheimateten Pferde, um die Erträge in der Landwirtschaft zu verbessern. Der Pferdemarkt sollte als Plattform den Austausch im Limpurger Land fördern und die Qualität der Zucht zu erhöhen. Pferdemärkte gab es im Rahmen der Viehmärkte bereits seit Jahrhunderten, die Festlegung eines Zuchtziels allerdings war etwas Neues. Der Pferdezuchtverein hatte bereits kurz nach dem Ersten Weltkrieg erkannt, dass mit einer Pferdezucht die Landwirtschaft verbessert werden konnte. Der Pferdezuchtverein importierte daher einen westfälischen Landbeschäler, dessen Nachkommen nun gekört werden sollten. Der Pferdemarkt bot diese Plattform. In den folgenden Jahren wuchs der Pferdemarkt und lockte immer mehr Besucher nach Gaildorf.
Mit dem Aufkommen des Nationalsozialismus wurde auch der Pferdemarkt politisiert. So ritt der SA-Reitersturm zur Eröffnung des Pferdemarktumzugs und auch antisemitische Schmähungen wurden im Festzug dargestellt. Aufgrund des Ausbruchs der Maul- und Klauenseuche wurden die Pferdemärkte zwischen 1937 und 1940 abgesagt.

### Die Zeit des Nationalsozialismus
Die Sozialstruktur Gaildorfs förderte das Aufkommen des Nationalsozialismus. So wurde in Gaildorf bereits Anfang der 1920er Jahre eine Ortsgruppe gegründet, die zwischenzeitlich als Völkisch-Sozialer Block (als die NSDAP kurzzeitig verboten war) Erfolge feierten, dann aber an Bedeutung verloren. Am Ende der Weimarer Republik lagen die Wahlergebnisse der Nationalsozialisten in Gaildorf immer über dem Durchschnitt des Landes bzw. des Reiches. In der halblegalen Reichstagswahl vom 5. März 1933 erreichte die Gaildorfer NSDAP mit über 68 Prozent den zweithöchsten Wert in Württemberg. Erklären lässt sich der Erfolg der Nationalsozialisten durch die Merkmale der Stadtgesellschaft: protestantisch, nationalkonservativ, Kleinhändler, Ladenbesitzer und Handwerker, die es in Gaildorf überproportional viele gab und die die Politik in der Stadt mitbestimmten. Diese litten unter der Wirtschaftskrise, waren sie doch von der Kaufkraft der Bauern abhängig und sahen sich von vielen Seiten unter Druck gesetzt.
Einflussreiche Person war Otto Hänle, der als Gaildorfer bereits 1923 in die NSDAP eintrat, die Ortsgruppe führte und schließlich zum Kreisleiter aufstieg. Da seine Eltern eine Konditorei führten, kannte er die Nöte der Selbstständigen und war mit der Situation vor Ort vertraut und ging mit dem Programm der NSDAP auf deren Sorge und Nöte ein, was ein Teil des örtlichen Erfolgs erklärt. Unter den Kleinhändlern grassierte die Furcht vor auswärtigen Kaufhäusern sowie den „proletarischen“ Konsumvereinen, die ihre Nahrungsmittel gegen Bezugskarten verbilligt abgaben. „Sie seien die Totengräber des gewerblichen Mittelstands […] Ein hausgemachter Gegenentwurf war die vom Konkurrenzdruck weitgehend befreite Solidargemeinschaft der örtlichen Produzenten und Verbraucher. Er kam etwa im permanenten Appell an die Bevölkerung zum Ausdruck am Platze zu kaufen,“ zum Ausdruck. In diesem Zusammenhang versprach der Nationalsozialismus eine Bevorzugung der örtlichen Gewerbetreibenden und die Sicherung ihrer Existenz. Vielleicht erklärt dies auch den Umstand, dass zumindest am Beginn des Nationalsozialismus der Judenhass in Gaildorf weniger als anderswo ausgeprägt war.
Doch nicht alle in der Stadt ergaben sich dem Nationalsozialismus kampflos. Bürgermeister Albert Herrmann war 1929 im Jahr der Weltwirtschaftskrise ins Amt gewählt worden und trat entschieden gegen die nationalsozialistische Weltanschauung auf. Allerdings trat er der NSDAP bei, um einen Kandidaten des Kreisleiters Otto Hänle zu verhindern. Er blieb bis zu seiner Suspendierung durch die Alliierten Bürgermeister und wurde 1948 wiedergewählt. Bis 1966 amtierte Albert Herrmann in Gaildorf als Bürgermeister.
Die Forschung zu Gaildorf im Nationalsozialismus ist noch nicht abschließend erfolgt. Daher sind nur vorläufige Aussagen möglich. Abgesehen von vereinzelten Truppenbesuchen bzw. Einquartierungen waren die Berührungen mit dem Militär gering, auch andere Nachrichten in Bezug auf Widerständigkeit bzw. Verbrechen sind bislang nicht eingehend bekannt. Dass allerdings Personen ausgegrenzt, angefeindet und ihnen Gewalt angetan worden ist, allerdings sind die Hintergründe unbekannt. So ist der Tod des Malers Ferdinand Konzelmann ungeklärt, ob hier ein Endphaseverbrechen vorlag ist ebenso unklar wie andere Erklärungen möglich sind. Eine Abfrage der Datenbank der Gedenkstätte Yad Vashem, die Auskunft über Opfer des Nationalsozialismus gibt, brachte keine Ergebnisse.
Ein bis heute im kollektiven Gedächtnis der Stadt verankertes Ereignis war vor allem die 1938 im Rahmen der NS-Verwaltungsreform durchgeführte Kreisreform. 1937 wurde das noch 1934 in Kreis Gaildorf umbenannte Oberamt dem Landkreis Backnang zugeordnet. Der Verlust des eigenen Kreissitzes, die Umgliederung nach Backnang und schließlich in den Kreis Schwäbisch Hall ist bis heute nicht abschließend verarbeitet.
Am Ende des Krieges kam es in den „Endkämpfen“ zu größeren Zerstörungen in der Stadt. Vor allem das rasche Vorrücken der Amerikaner über Crailsheim, nachdem dort die Eroberung der Stadt einmal gescheitert war, und die Verbände durch die zerstörten Brücken in Heilbronn am Vormarsch aufgehalten worden waren, führte zu verzweifelten Beschüssen durch deutsche Truppen. Ein solcher Beschuss führte zur Zerstörung der Stadtkirche, dem Oberrentamt und des Pückler'schen Schlosses am Kocherufer. Nach dem Einmarsch der alliierten Verbände nahmen diese das Neue Schloss als Quartier, das Inventar wurde zerstreut.

### Nachkriegszeit
1945 fiel Gaildorf in die Amerikanische Besatzungszone und gehörte somit zum neu gegründeten Land Württemberg-Baden. Mit der Gründung Baden-Württembergs 1952 wurde die Stadt Bestandteil des jetzigen Bundeslandes.
Gaildorf wurde im Zuge der Kreisreform im Jahr 1973 in den Landkreis Schwäbisch Hall eingegliedert und der Landkreis Backnang aufgelöst.
In den Jahren 1971 bis 1974 wurden die bis dahin eigenständigen Gemeinden Eutendorf, Unterrot und Ottendorf im Zuge der Gebietsreform nach Gaildorf eingegliedert.

### Eingemeindungen
- 1. Juli 1971: Ottendorf[32]
- 1. Januar 1972: Unterrot[32]
- 1. Januar 1974: Eutendorf[33]

### Einwohnerentwicklung
Obwohl Gaildorf seit 1404 eine Stadt ist, prägte dennoch ländliche Nutzung das dortige Leben. So zählte die Bevölkerung noch 1871 4381 Bewohner. Erst im und nach dem Zweiten Weltkrieg kam es zu einem starken Bevölkerungswachstum. Bei der Volkszählung 1933 wurden 4499 Bürger erfasst. 1950 stieg die Zahl der Einwohner bereits auf 7199 Bürger. Grund hierfür waren zum einen Flüchtlinge aus dem Osten und zum anderen die Erweiterung der Gaildorfer Industrie. So beschäftigten beispielsweise die 1949 gegründeten ARWA-Strumpfwerke in Unterrot in ihrer Glanzzeit bis zu 1600 Arbeiter. 1969 wurde dann die Einwohnermarke von 10.000 übersprungen, und es lebten genau 10.118 Bürger in der Stadt. Seitdem wächst die Stadt nicht sonderlich schnell, dennoch ist auffällig, dass im Jahr 1979 noch 190 landwirtschaftliche Betriebe existierten. Davon sind im Jahre 2003 gerade einmal 83 Betriebe übrig geblieben. Die Bevölkerung stieg bis heute auf circa 12.300 Einwohner an.

## Konfessionen
Neben der evangelischen und der römisch-katholischen Kirche sind in Gaildorf folgende Gemeinschaften vertreten: die Türkisch-Islamische Religions- & Kulturunion (Unterrot), die Neuapostolische Kirche, eine orthodoxe Gemeinde (Ottendorf), die Siebenten-Tags-Adventisten, der Süddeutsche Gemeinschaftsverband sowie eine Gemeinde vom Bund Freikirchlicher Pfingstgemeinden.

## Politik

### Stadtrat
Der Stadtrat in Gaildorf umfasst 22 Personen. Er besteht aus den gewählten ehrenamtlichen Gemeinderäten und dem Bürgermeister als Vorsitzendem. Der Bürgermeister ist im Gemeinderat stimmberechtigt.
Die Kommunalwahl am 9. Juni 2024 führte zu folgendem amtlichen Endergebnis (mit Vergleichszahlen der vorigen Wahl):
| Parteien und Wählergemeinschaften | Parteien und Wählergemeinschaften                     | % 2024  | Sitze 2024 |         | % 2019  | Sitze 2019 |
| FWV                               | Freie Wählervereinigung                               | 49,23   | 11         | 38,24   | 8       |            |
| CDU                               | Christlich Demokratische Union Deutschlands           | 24,65   | 5          | 25,20   | 6       |            |
| SPD                               | Sozialdemokratische Partei Deutschlands/Aktive Bürger | 26,12   | 6          | 26,97   | 6       |            |
| OL                                | Offene Liste                                          | –       | –          | 9,59    | 2       |            |
| Gesamt                            | Gesamt                                                | 100 %   | 22         | 100 %   | 22      |            |
| Wahlbeteiligung                   | Wahlbeteiligung                                       | 56,26 % | 56,26 %    | 52,43 % | 52,43 % |            |

### Bürgermeister
- 2002–2011 Ralf Eggert
- 2012–2014 Ulrich Bartenbach
- 2014–2025 Frank Zimmermann (CDU)
- ab 2025 Stephen Brauer (FDP)

### Ortschafts- und Bezirksbeiräte
Der Stadtteil Eutendorf mit den dazugehörigen Teilen Groß- und Kleinaltdorf und Winzenweiler ist im Sinne der Gemeindeordnung Baden-Württemberg eine Ortschaft und wählt einen Ortschaftsrat. Zudem gibt es die Bezirksbeiräte Ottendorf und Unterrot, die eine beratende Funktion haben.

### Wappen
Die Blasonierung des Wappens lautet: „In Rot zwei schräg gekreuzte silberne Flößerhaken, überdeckt von einem silbernen Floß.“
Das Fach („Floß“) wurde bereits 1434 im Siegel der Stadt geführt, im geteilten und oben gespaltenen Schild unter den Spitzen und Streitkolben der Herrschaft Limpurg, und thematisiert den wichtigen Wirtschaftszweig der Flößerei, denn das Limpurger Land versorgte die Salinen der Reichsstadt Schwäbisch Hall mit dem begehrten Brennstoff. Seit dem 19. Jahrhundert ist das Wappen in der heutigen Form bekannt, die Farben wechselten noch zwischen Rot/Silber und Rot/Grün. Da aber die Verwendung zweier Farben in der Wappenkunde ausgeschlossen ist, rührt die grüne Farbe wohl von Silberauflagen her, die mit Kupfer verunreinigt waren, und deshalb grün korrodierten. Das Wappen der heutigen Form wurde 1930 festgelegt, 1950 folgten als Metall Silber und als Tinktur Rot.

### Städtepartnerschaften
Gaildorf unterhält partnerschaftliche Beziehungen zu Budajenö in Ungarn, etwa 20 Kilometer westlich von Budapest.
Diese Partnerschaft besteht seit 1993. Die Beziehungen zwischen Budajenö und Gaildorf sind allerdings schon wesentlich älter. Denn in den Kriegswirren des Zweiten Weltkrieges wurden die in Budajenö lebenden Deutsch-Ungarn am 29. Juni 1946 vertrieben und nach Gaildorf gebracht. Schon während des Kalten Krieges fand ein reger gegenseitiger Austausch statt, der allerdings erst nach dem Zusammenbruch des Eisernen Vorhangs nach 1990 auch institutionell abgesichert werden konnte. Jedes Jahr finden gegenseitige Besuche zu den Orts- bzw. Stadtfesten statt, auch ein Schulaustausch wird regelmäßig organisiert.

## Kultur und Sehenswürdigkeiten

### Bauwerke

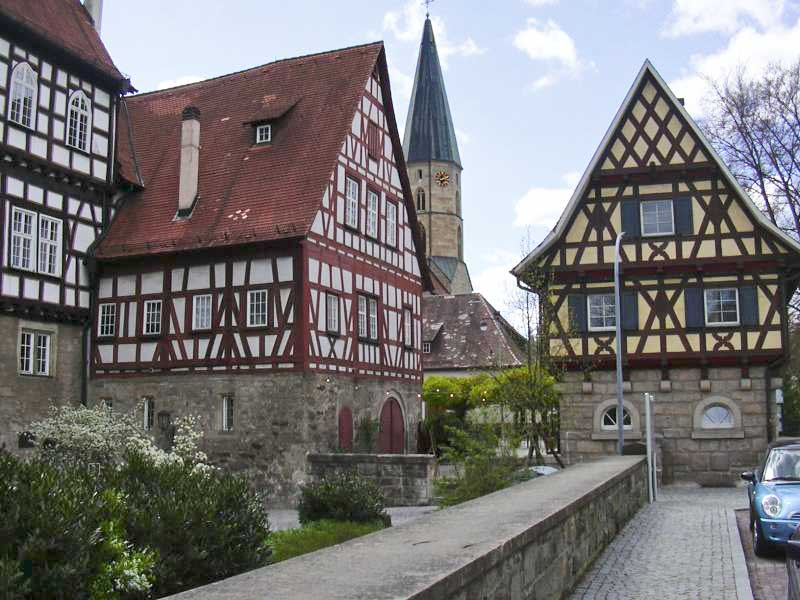
Links das Alte Schloss, rechts das Bentheim’sche Forstamt (heute Gaststätte), in der Mitte der Turm der ev. Stadtkirche

Im Zentrum von Gaildorf befinden sich das Alte Schloss, das den Schenken von Limpurg und den Grafen von Waldeck-Limpurg als Residenz diente.
Im Schlossgarten steht das heute als Rathaus genutzte und von der Gräfin Amalie von Waldeck-Limpurg errichtete Neue Schloss.
Nicht mehr vorhanden ist das 1788 errichtete und 1945 untergegangene Pückler’sche Stadtschloss am Kocherufer.
Die heutige evangelische Stadtpfarrkirche war die Kapelle der Schenken von Limpurg. Zweimal zerstört, wurde die Kirche immer wieder aufgebaut.
An mehreren Stellen der Stadt ist die Alte Stadtmauer zu sehen so am Kocherufer oder an der Stadtbücherei, die direkt an die Stadtmauer gebaut wurde.
Am Marktplatz befindet sich das Alte Rathaus, ein Fachwerkbau von 1812, das den verheerenden Stadtbrand von 1868 als eines der wenigen Gebäude nahezu unversehrt überstanden hat.

### Parks
Zwischen Rathaus und Schulzentrum befinden sich der Schlossgarten, ehemals Parkanlage des Neuen Schlosses, und der Schlosspark. An der Einmündung der B 298 in die B 19 liegt der Schillerpark, der abgegangene ehemalige Stadtfriedhof.

### Kino

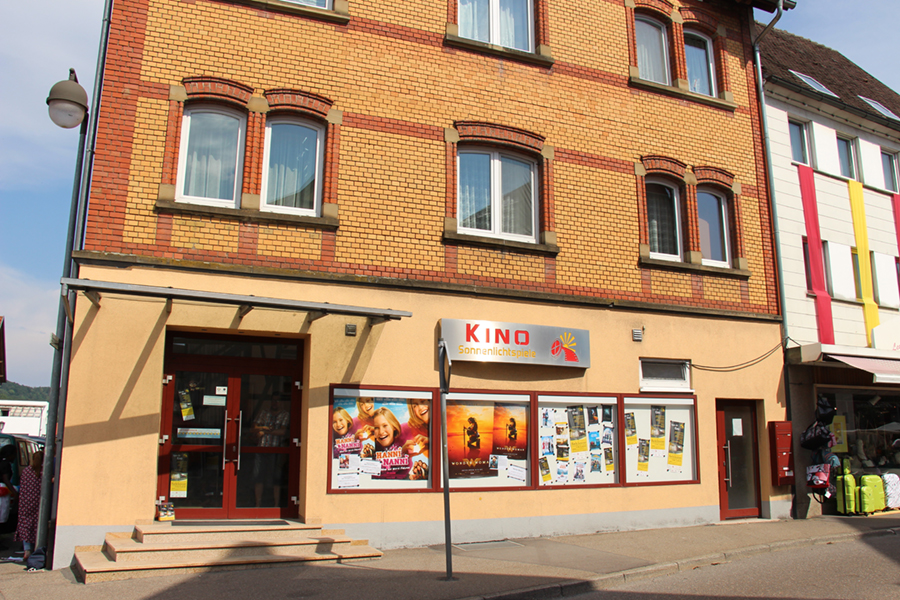
Das Gebäude des Gaildorfer Kinovereins Sonnenlichtspiele

Das Gaildorfer Kino Sonnenlichtspiele wird vom gemeinnützigen Verein Sonnenlichtspiele Gaildorf e. V. geführt. Nachdem die ehemaligen Betreiber des Kinos die Spielstätte aufgegeben hatten, gründete sich der Kinoverein, um das Kulturgut Kino in Gaildorf zu erhalten. Der Verein zählt mittlerweile über 160 Mitglieder und betreibt das Kino nicht-kommerziell, aber erfolgreich.

### Freizeit und Sport
Der TSV Gaildorf mit etwa 1500 Mitgliedern bietet in sieben Abteilungen Sportarten wie Aerobic, Schwimmen, Fußball, Tischtennis und Turnen an. Das Gaildorfer Mineralfreibad auf dem Kieselberg liegt auf einem fast sieben Hektar großen Areal mit ausgedehnten Liegewiesen.

### Regelmäßige Veranstaltungen

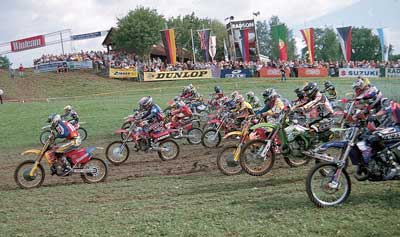
Start des Motocross-Rennens 1999

- Pferdemarkt: Jeweils am zweiten Montag im Monat Februar treffen sich in Gaildorf die Freunde von Pferden, Kutschen und Gespannen. Der Gaildorfer Pferdemarkt ist das größte und älteste Traditionsfest im Limpurger Land.
- Floßfest: Das Floßfest findet seit 2018 jedes Jahr als Stadtfest im Sommer statt. Es erinnert an die Flößertradition der Stadt, indem große Holzfloße den Kocher befahren.
- Blues-Fest: Das Gaildorfer Blues-Fest findet alle zwei Jahre immer am ersten Juli-Wochenende statt.
- Moto-Cross: Sehr bekannt sind die Motocross-Rennen „auf der Wacht“. Hier finden z. B. die ADAC MX Masters (die Int. Deutsche Motocross Meisterschaft) statt.
- Open Air Kino des Kinovereins Sonnenlichtspiele im Innenhof des Alten Schlosses, jeweils im Juli
- Jugend-Euro-Cup: Internationales Hallenfußballturnier von U17-Mannschaften in der Gaildorfer Sporthalle.

## Wirtschaft und Infrastruktur

### Verkehr

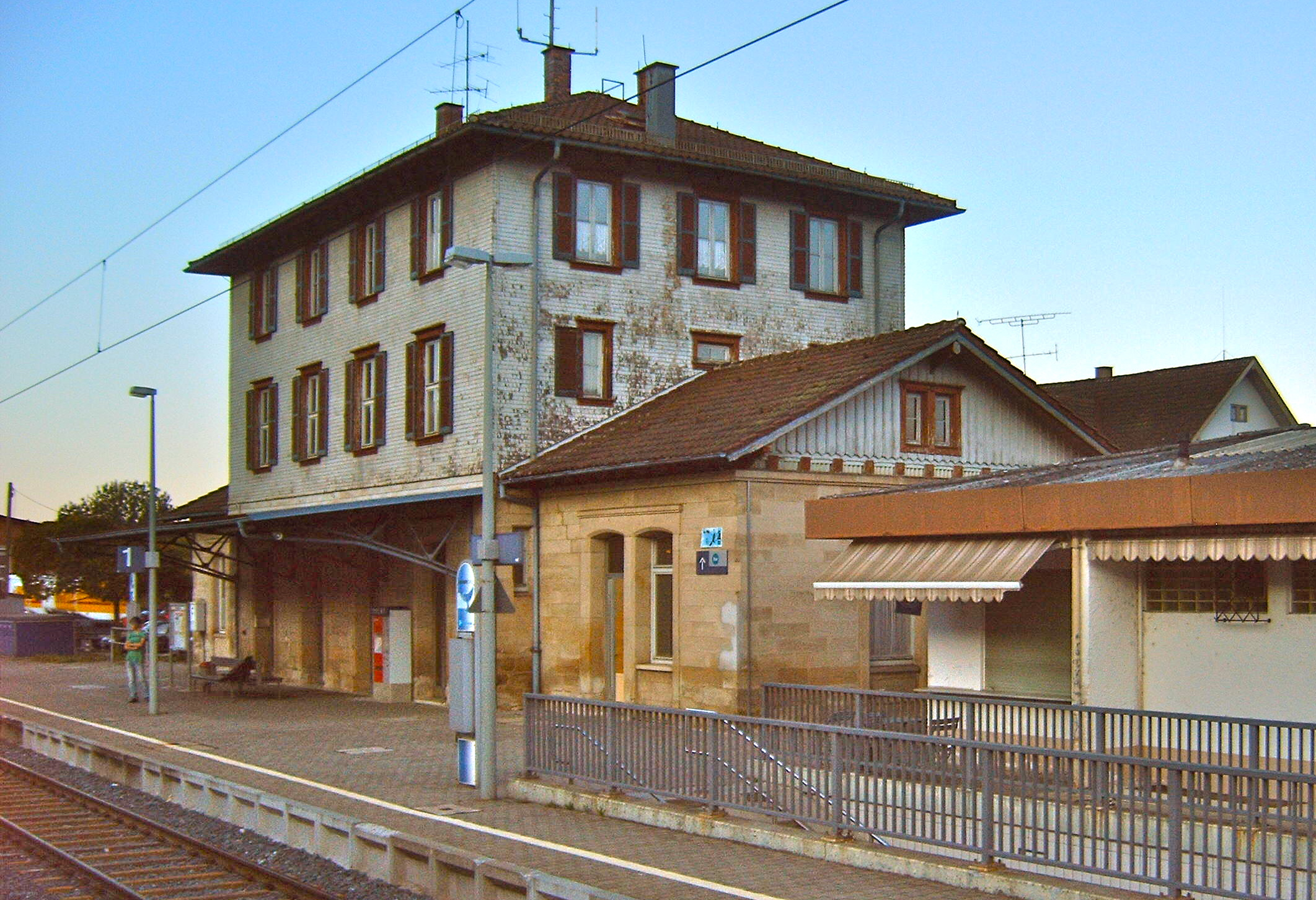
Bahnhof Gaildorf West

Gaildorf wird von der Bundesstraße 19 entlang des Kochertals von Nord nach Süd durchquert, und von der Landesstraße 1066 von West nach Ost, wobei diese im Süden in die Bundesstraße 298 einmündet.
Der Bahnhof Gaildorf West liegt am Rand der Kernstadt an der Bahnstrecke Waiblingen–Schwäbisch Hall-Hessental, der Murrbahn. Es besteht ein Halbstundentakt in die Landeshauptstadt Stuttgart. Am Bahnhof Gaildorf West zweigte die stillgelegte private Obere Kochertalbahn ab, an der der zentrumsnahe Bahnhof Gaildorf Stadt lag.
Die Buslinie 16 verbindet die Stadt mit Schwäbisch Hall; es gibt auch andere lokale und regionale Buslinien. Die Stadt gehört dem Verkehrsverbund KreisVerkehr Schwäbisch Hall an.
Durch eine Alltagsroute aus dem Radnetz Baden-Württemberg ist Gaildorf über Fichtenberg und Murrhardt mit Backnang und in der anderen Richtung über Rosengarten (Ortsteile Westheim und Uttenhofen) mit Schwäbisch Hall verbunden.
Durch Gaildorf führt als touristischer Landes-Radfernweg der Kocher-Jagst-Radweg. Er ist ein Rundkurs entlang der beiden Flüsse Kocher und Jagst zwischen Bad Friedrichshall und einer Querverbindung zwischen den Tälern bei Aalen (Stadtteil Unterkochen) und Lauchheim. Außerdem endet in Gaildorf der Stromberg-Murrtal-Radweg, der in Karlsruhe beginnt und damit den Rheinradweg mit dem Kocher-Jagst-Radweg verbindet.

### Ansässige Unternehmen
Das holzverarbeitende Unternehmen Rettenmeier betrieb hier bis zum 1. Januar 2013 ein Werk. Dieses wurde vom auf Konstruktionsvollholz spezialisierten Unternehmen Junginger Naturholz GmbH samt Kraftwerk übernommen.
Die Firmengruppe Bott GmbH & Co. KG entwickelt und produziert Fahrzeugeinrichtungen, Betriebseinrichtungen und Arbeitsplatzsysteme. Sie hat ihren Hauptsitz in Gaildorf.

### Medien
Die Ausgabe Rundschau für den Schwäbischen Wald – Der Kocherbote der Südwest Presse erscheint täglich mit einer Auflage von ca. 5300 Exemplaren.

### Einrichtungen
Gaildorf ist Sitz des Kirchenbezirks Gaildorf der Evangelischen Landeskirche in Württemberg.
Die Stadt verfügte auch über ein kleines Krankenhaus mit den Bereichen Innere Medizin, Chirurgie und Gynäkologie, das seit dem 1. Januar 2009 zum Diakonie-Klinikum Schwäbisch Hall gehörte, jedoch zum 1. Juli 2012 geschlossen wurde.
Außerdem gibt es in Gaildorf eine Freiwillige Feuerwehr, welche aus den ehemaligen Abteilungen Nord (ehemals Ottendorf, Eutendorf, Gaildorf) sowie Süd (ehemals Bröckingen, Unterrot) hervorgegangen ist. Die Freiwillige Feuerwehr Gaildorf ist seit 2022 in einem modernen sowie zentralen Feuerwehrhaus untergebracht samt den Einsatz- und Sonderfahrzeugen. Daneben existieren in Gaildorf eine Jugendfeuerwehr sowie die Altersabteilungen der Ortschaften.
Die Polizei verfügt in Gaildorf über einen Polizeiposten. Dieser ist dem Polizeipräsidium Aalen untergeordnet.

### Schulen
Gaildorf verfügt über mehrere Schulen. In der Kernstadt Gaildorf bilden die Parkschule (Grund- und Werkrealschule), die Schloss-Realschule und das Schenk-von-Limpurg-Gymnasium ein Schulzentrum. Dieses Schulzentrum wurde 2020 für mehr als 13 Millionen Euro saniert.
Im Teilort Eutendorf gibt es eine Grundschule sowie die Peter-Härtling-Schule (Förderschule), in Ottendorf und Unterrot jeweils eine Grundschule.

### Energie
Bei Gaildorf wurde begonnen ein Pumpspeicherkraftwerk (16 MW, 70 MWh) als Teil des Naturstromspeichers Gaildorf zu errichten, der auch noch vier Windkraftanlagen umfasst. Drei dieser Windkraftanlagen stehen auf einem zylindrischen Unterbau, der ein Teil des Oberbeckens des Pumpspeicherkraftwerks hätte sein sollen. Der andere Teil ist ein Becken, welches diese Windkraftanlagen umgibt, die vom Zeitpunkt ihrer Fertigstellung 2017 bis 2019 die höchsten Windkraftanlagen der Welt waren. Das Unterbecken wurde fertiggestellt, auch die Windkraftanlagen bereits ans Netz gegangen. Im Jahr 2024 wurde der Bau des Pumpspeicherkraftwerks jedoch aufgrund geänderter wirtschaftlicher Rahmenbedingungen gestoppt.
Daneben existieren noch zwei Windkraftanlagen vom Typ Vestas V126 mit 137 Metern Nabenhöhe, 126 Metern Rotordurchmesser und einer Generatorleistung von 3,3 MW  bei 49°2'41"N / 9°47'43"O und 49°2'54"N / 9°47'51"O, welche im Dezember 2015 ans Netz gingen.

## Persönlichkeiten

### Söhne und Töchter der Stadt
- Philipp Heinrich Hasenmeyer (1700–1783), Orgelbauer
- Heinrich Prescher (1749–1827), Theologe, Geschichtsschreiber und Kartograph
- Johann Daniel Albrecht Hoeck (1763–1839), Kameralist und Statistiker
- Friedrich Kausler (1806–1883), württembergischer Landtagsabgeordneter
- Emil Walther (1807–1857), württembergischer Oberamtmann
- Theobald Kerner (1817–1907), Arzt und Dichter (Sohn Justinus Kerners)
- Karl Reibel (1824–1895), Kaufmann und Landtagsabgeordneter
- Wilhelm August von Breitling (1835–1914), württembergischer Ministerpräsident
- Karl Nicolai (1839–1892), Schultheiß und Politiker
- Julius Grill (1840–1930), evangelischer Theologe und Indologe
- Richard Blezinger (1847–1928), Apotheker und Fossiliensammler in Crailsheim
- Carl Seilacher (1882–1958), Pfarrer, Schriftsteller und Archivar
- Georg Schuster (1896–1973), Landwirt und Politiker (FDP/DVP), Landtagsabgeordneter
- Max Schulze (1900–1934), SA-Führer und eines der Opfer des sogenannten Röhm-Putsches
- Reinhold Kißling (1926–2021), Diplomlandwirt
- Horst Hübner (1936–2009), Autor von Heftromanen, Journalist, Übersetzer und Lektor
- Ulrich Süße (1944–2024), Komponist
- Dieter S. Lutz (1949–2003), Politikwissenschaftler und Hochschullehrer
- Wolfgang Budday (* 1951), Musiktheoretiker
- Stefan Heucke (* 1959), Komponist
- Hartmut Holzwarth (* 1969), Politiker (CDU)
- Christiane Weirauch (* 1972), Insektenkundlerin und Hochschullehrerin in den Vereinigten Staaten
- Funda Vanroy (* 1977), Fernsehmoderatorin und -reporterin

### Weitere Persönlichkeiten
- Johann Heinrich Calisius (1633–1698), evangelischer Geistlicher und Kirchenlieddichter, Superintendent und Hofprediger in Gaildorf
- Philipp Christoph Hartung (1706–1776), ab 1739 Diakon und Präzeptor in Gaildorf, ab 1764 Pfarrer in Eutendorf, als „P. C. Humano“ Verfasser der bedeutenden musiktheoretischen und klavierpädagogischen Schrift Musicus theoretico-practicus (Nürnberg 1749)
- Georg Friedrich Karl (Waldeck-Limpurg) (1785–1826), Graf von Waldeck-Limpurg, Landvogt von Heilbronn und von Stuttgart, Wortführer der Standesherren während des württembergischen Verfassungskampfes 1815–1819
- Amalie Wirths (1785–1852), Gräfin von Waldeck-Limpurg, Erbauerin des Neuen Schlosses
- Justinus Kerner (1786–1862), Schriftsteller
- Carl Heinrich Rösch (1807–1866), Arzt und Sozialreformer, war von 1850 bis 1853 Oberamtsarzt in Gaildorf (zwangsversetzt wegen „revolutionärer Umtriebe“), zuvor im Jahr 1847 Gründer der Heil- und Pflegeanstalt Mariaberg (heute Mariaberg e. V.)[49]
- Gottlieb Rau (1816–1854), Unternehmer und Revolutionär
- Hermann Frasch (1851–1914), deutsch/US-amerikanischer Erdölchemiker, geboren in Oberrot bei Gaildorf, Sohn des Gaildorfer Bürgermeisters Johann Frasch
- Eugen Heller (1862–1939), Unternehmer und Stifter des Heller-Preises
- Carl Seilacher (1882–1958), evangelischer Pfarrer, Schriftsteller und Archivar.
- Hans Thierfelder (1913–1987), Strumpfwarenfabrikant
- Wolfgang Reimer (* 1956), Regierungspräsident des Regierungsbezirks Stuttgart, lebt in Reippersberg